# Сан Ђермано Кизоне
Сан Ђермано Кизоне (итал. San Germano Chisone) је насеље у Италији у округу Торино, региону Пијемонт.
Према процени из 2011. у насељу је живело 1474 становника. Насеље се налази на надморској висини од 532 м.

## Становништво
Према резултатима пописа становништва 2011. у општини је живело 1.874 становника.
| 1931. | 1936. | 1951. | 1961. | 1971. | 1981. | 1991. | 2001. | 2011. |
| ----- | ----- | ----- | ----- | ----- | ----- | ----- | ----- | ----- |
| 2.140 | 2.151 | 2.171 | 1.841 | 1.813 | 1.796 | 1.710 | 1.842 | 1.874 |